# Aéroport international Kai Tak
Pour les articles homonymes, voir Aéroport de Hong Kong.
L'aéroport international Kai Tak (code IATA : HKG • code OACI : VHHX/VHKT) est l'ancien aéroport international de Hong Kong jusqu'en 1998, situé à Kowloon à proximité du centre-ville, dans la baie de Kowloon (en).
L'aéroport actuel est l'« aéroport international de Hong Kong » (code IATA : HKG • code OACI : VHHH).

## Géographie

Plan de l'aéroport

Kai Tak était situé dans le nord de la baie de Kowloon. Cette cuvette était entourée de montagnes, à moins de 10 km au nord et au nord-est se situait une barre rocheuse atteignant une altitude de 610 m. À l'est de la piste, les sommets étaient à moins de 5 km. Juste au sud de l'aéroport se trouvait le Victoria Harbour, et plus loin l'île de Hong-Kong, avec des pics s'élevant à environ 520 m. Il n'y avait qu'une piste à Kai Tak, orientée à 135 et 315 degrés, appelée 13/31. La piste fut construite sur un terre-plein et fut étendue à de nombreuses reprises depuis sa création initiale. Elle atteignit finalement 3 390 m.
Atterrir à Kai Tak pouvait être spectaculaire mais aussi constituer un véritable défi. Suivant la direction de l'atterrissage, l'avion devait survoler à très basse altitude les zones très peuplées de Kowloon, soit parfois quelques mètres au-dessus du toit des immeubles. Ces conditions d'atterrissage nécessitaient que les seuls pilotes disposant d'une autorisation spéciale délivrée par la compagnie aérienne (après reconnaissance sur simulateur de vol) puissent être autorisés à utiliser les pistes de l'aéroport.

## Histoire
L'histoire de Kai Tak commence en 1924.
Son nom dérivait des deux ploutocrates Ho Kai et Au Tak, à qui appartenait le terrain avant que le gouvernement ne l'ait acquis. D'abord prévu comme lots d'appartements de logement social, le terrain fut cédé au gouvernement après l'échec du plan de développement. Bientôt, il devint un petit aéroport qui desservait la Royal Air Force, des clubs aéronautiques et un centre de formation aérienne.
En 1936, la première ligne aérienne domestique dans Hong Kong fut établie.
Hong Kong tomba entre les mains japonaises en 1941, pendant la Seconde Guerre mondiale. En 1943, l'armée japonaise prolongea la piste de Kai Tak, en utilisant des prisonniers de guerre canadiens comme ouvriers. Ils construisirent une piste supplémentaire qui se prolongeait à travers Clear Water Bay Road.
Comme matériaux de construction, les Japonais se servirent de pierres provenant de l'ancien mur historique de la Citadelle de Kowloon, aussi bien qu'un mémorial du dernier empereur de la dynastie Song de 45 m de hauteur (Sung Wong Toi). Le Japon se rendit peu de temps après l'achèvement de la deuxième piste d'atterrissage, en 1945.
Un plan officiel pour transformer Kai Tak en un aéroport moderne fut publié en 1954. En 1957, les pistes originales furent remplacées par la construction d'une nouvelle piste de 2 194 m, orientée nord-ouest/sud-est dans la baie de Kowloon.
En 1962, le terminal des passagers fut achevé, et Kai Tak fut formellement rebaptisé « Aéroport international de Hong-Kong ». Un système d'aide à la navigation fut installé en 1974 pour faciliter l'atterrissage sur la « piste 13 ». L'utilisation de l'aéroport dans des conditions défavorables fut considérablement améliorée.
La piste fut prolongée deux fois, portée à 2 529 m en 1970, puis à 3 390 m en 1975.
À ses débuts, Kai Tak était loin des quartiers résidentiels, mais au fur et à mesure de leur croissance (et de celle de l'aéroport), Kai Tak devint trop proche de ceux-ci. Son utilisation était parfois proche de sa capacité théorique, et la dépassait parfois. Ainsi furent lancées les discussions au sujet d'un nouvel aéroport, mais rien ne se concrétisa pendant des années, pour différentes raisons. Enfin en 1990, afin d'accroître la confiance de la population en l'avenir de Hong-Kong sous la souveraineté chinoise après les manifestations de la place Tian'anmen en 1989, le gouvernement de Hong-Kong décida d'avancer le plan « Jardin de rose », dans lequel l'aéroport international de Chek Lap Kok figurait en bonne place.
Le 6 juillet 1998 à 1 h 28 du matin, Kai Tak fut finalement mis hors service en tant qu'aéroport. Le terminal conteneurs dut être cependant temporairement réactivé en raison d'une erreur de programmation dans le système de transport de cargaison du nouvel aéroport.

## L'approche historique sur Kai Tak
Il n'y avait qu'une seule piste à Kai Tak, orientée à 135 et 315 degrés, en fonction de l'approche, appelée 13/31. Piste 13 (direction sud-est) et Piste 31 (direction nord-ouest). « La 13 » était utilisée la plupart du temps, car le vent de sud-est est dominant à Hong-Kong.

### Piste 13
L'approche d'atterrissage employant « la 13 » à Kai Tak était spectaculaire et connue du monde entier. Pour y atterrir, l'avion devait prendre une trajectoire initiale nord-est pour la descente. L'avion survolait le port à très basse altitude, et ensuite, des secteurs occidentaux de Kowloon, très dense en population. Un système d'aide à  navigation « IGS » (un ILS modifié) fut installé en 1974 pour faciliter cette partie de la descente sur la 13.
Lorsque l'avion atteignait la colline sur laquelle était placé un damier rouge et blanc, servant de balise d'orientation lors de l'approche finale, les pilotes devaient effectuer un virage à vue de 47° pour l'alignement final avec la piste. L'avion n'est alors qu'à deux milles marins de l'atterrissage, à une altitude de moins de 330 m lors de ce virage: généralement, l'avion entamait le virage final à une altitude d'environ 200 m et en sortait à une hauteur d'environ 40 m. L'approche était déjà délicate pour l'atterrissage sur la 13 avec les vents latéraux normaux, car même si la direction du vent reste constante, elle change relativement à l'avion lors du virage de 47°. L'atterrissage devenait un défi plus grand encore quand les vents latéraux du nord-est étaient forts et de haute variabilité, notamment pendant les typhons, fréquents dans cette région. La chaîne de montagnes au nord-est de l'aéroport fait également changer considérablement la vitesse et la direction du vent, changeant par là-même la dérive de l'avion.
L'observation d'un Boeing 747 volant à pleine charge, effectuant un tel virage à basse altitude, tout en prenant un grand angle de crabe pour compenser la dérive pendant son approche finale, pouvait être impressionnante. En dépit de la difficulté, la 13 était néanmoins préférée la plupart du temps à cause de la direction du vent dominant à Hong-Kong.
En raison du virage dans l'approche finale, aucun atterrissage sur la piste 13 ne pouvait utiliser le système d'atterrissage aidé par instruments « ILS », les pilotes devant impérativement suivre une approche visuelle, rendant la piste inutilisable lorsque la visibilité était réduite.

### Piste 31
L'atterrissage employant « la 31 » était très semblable à l'atterrissage sur d'autres pistes dans le monde, puisque l'utilisation d'ILS était possible.
Les avions qui décollaient de la 31 devaient effectuer un virage à gauche marqué, immédiatement après le décollage, afin d'éviter les collines (l'inverse de la manœuvre d'atterrissage sur la piste 13). Comme la voie de circulation à côté de la piste était généralement occupée par d'autres avions en attente de décollage, les manœuvres d'atterrissage pouvaient uniquement s'effectuer à l'extrémité de la piste.

## Accidents
En dépit de son approche difficile et de sa situation géographique délicate, il y eut relativement peu d'accidents à Kai Tak. Quelques-uns des plus graves accidents qui eurent lieu à Kai Tak pendant ses 70 ans de service furent :
- 20 décembre 1948 - Un Douglas DC-4 de la compagnie américaine Civil Air Transport s'écrase sur l'île de Bastal après une descente dans les nuages. 33 morts.

- 24 février 1949 - Un Douglas DC-3 de Cathay Pacific s'écrase près du réservoir de Braemar, après avoir annulé une approche avec peu de visibilité et avoir été mis en attente pour repartir. 24 morts.

- 11 mars 1951 - Un Douglas DC-4 de la Pacific Overseas Airlines s'écrase après avoir décollé dans le hill entre le Mont Butler et le mont Parker sur l'île de Hong-Kong. Le commandant de bord ne réussit pas à effectuer un virage à gauche après le départ. 23 morts.

- 9 avril 1951 - Un Douglas DC-3 de Siamese Airways perd le contrôle en essayant une arrivée visuelle de nuit. Le commandant fit chuter la vitesse de l'avion en essayant de tourner avec un angle serré. 16 morts.

- 11 avril 1955 - Un Lockheed Constellation baptisé « Princess Kashmir » d'Air India  tombe dans la mer après l'explosion d'une bombe, tuant 16 personnes. Un agent secret du Parti nationaliste chinois avait posé la bombe dans l'avion durant son transit par l'aéroport de Hong-Kong pour essayer d'assassiner le Premier ministre de la république populaire de Chine, Zhou Enlai.

- 24 août 1965 - Un Lockheed Hercules C-130 de l'US Marines perd le contrôle après son décollage de la piste 13. L'avion plongea et coula dans la baie. 59 des 71 soldats périrent dans l'accident. Ce fut l'accident le plus meurtrier survenu à Kai Tak.

- 30 juin 1967 - Une Caravelle III de Sud-Aviation (maintenant Airbus) appartenant à la Thai Airways International s'écrase dans la mer en essayant d'atterrir pendant un typhon. Le copilote, qui était aux commandes, changea brusquement de cap, ce qui provoqua une descente très rapide, l'avion s'écrasant dans la mer, près de la piste. 24 morts.

- 2 septembre 1977 - Un Canadair CL-44 de Transmeridian Air Cargo dont le pilote perd le contrôle s'écrase en feu dans la mer peu de temps après le décollage. Le réacteur numéro 4 avait subi une panne, causant un feu à l'intérieur du réacteur et dans les réservoirs de kérosène de l'appareil, ce qui entraîna un énorme incendie. 4 morts.

- 9 mars 1978 - Un homme s'introduit dans un Boeing 737-200 de China Airlines. Il voulait aller en Chine. Le détournement dura moins d'une journée.

- 18 octobre 1983 - Un Boeing 747 cargo de la Lufthansa abandonne son décollage après l'apparition d'une panne sur le moteur no 2 ; probablement à une vitesse supérieure à V1 : la vitesse maximale pour arrêter la procédure de décollage. L'avion dépassa le bout de la piste et s'enfonça dans la terre subissant de lourds dommages. Il y eut 3 blessés.

- 31 août 1988 - Le volet extérieur droit d'un Hawker-Siddeley Trident percute le balisage lumineux de la piste 31 lors d'un atterrissage sous la pluie et dans le brouillard. Le train d'atterrissage principal droit percuta le bord de piste et fut fauché, l'avion quitta la piste et glissa dans le port. Il y eut 7 morts.

- 4 novembre 1993 - Un Boeing 747-409 de la compagnie 	China Airlines termine sa course dans l'eau en tentant d'atterrir sur la piste 13 de l'aéroport. La météo, au moment de l'accident, était mauvaise, avec des vents de la force d'une tempête. Après une approche instable, l'avion atterrit au 2/3 de la piste. L'équipage, alors incapable d'arrêter l'avion, celui-ci termina sa course dans la baie.

## Fermeture de Kai Tak

### Décision de fermeture

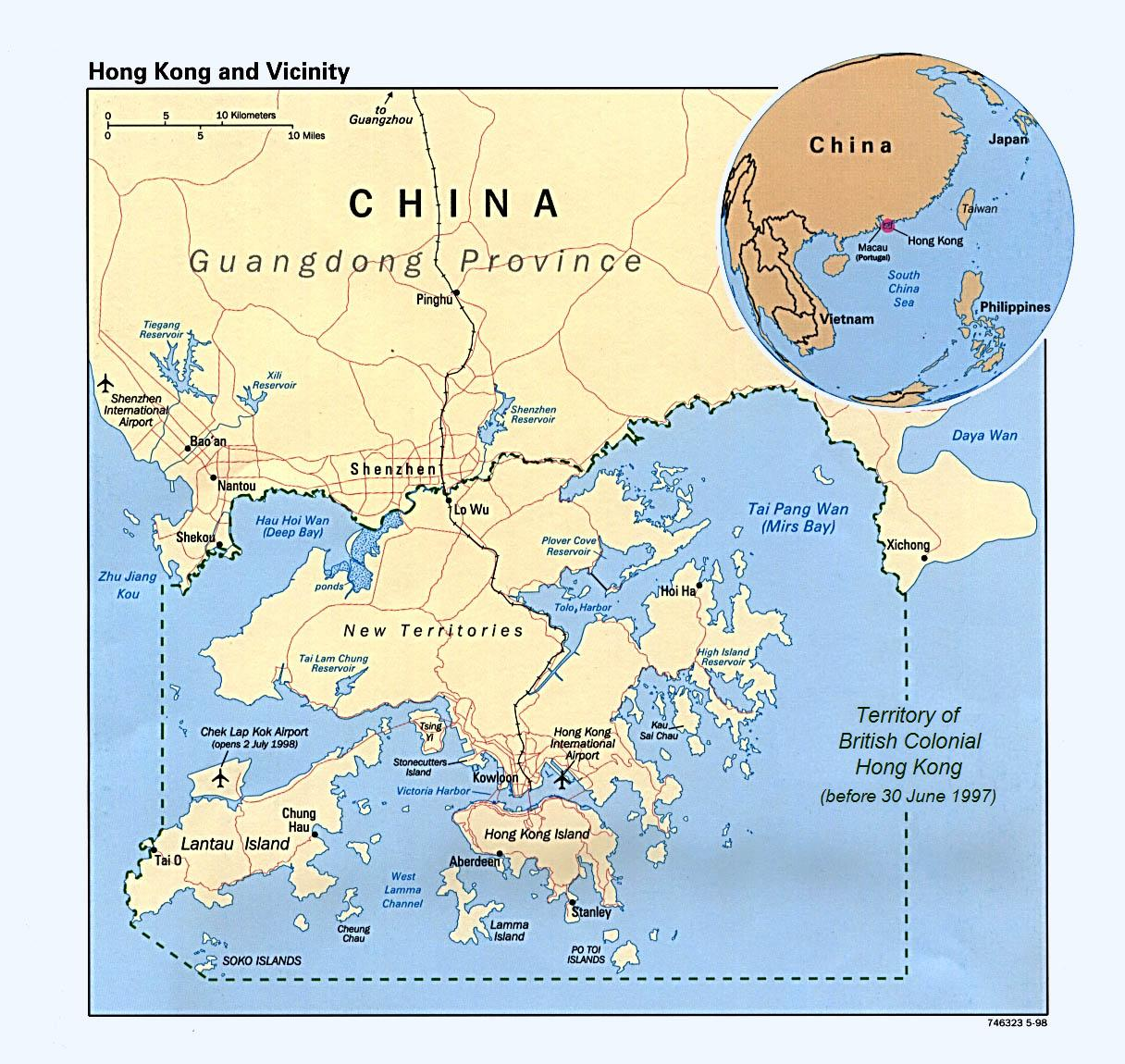
Visualisation de l'ancien et du nouvel aéroport

Au-delà de la difficulté et de la dangerosité potentielle de chaque atterrissage, Hong Kong grossissait bien plus vite que la capacité de l'aéroport. Il pouvait accueillir environ 24 millions de passagers par an (Roissy en accueille plus de 50 millions par exemple) et en plus 1,56 million de tonnes de fret durant ses dernières années d'exploitation. Il était devenu difficile de gérer les slots pour le décollage et l'atterrissage, des vols durent être suspendus. De plus, les exigences requises pour le décollage et l'atterrissage obligèrent à limiter la hauteur des bâtiments sur la baie de Kowloon.
L'aéroport causa également de sérieuses nuisances pour les riverains. Un couvre-feu de minuit à 6 h 30 contribua aussi aux limitations de l'usage de cet aéroport.
En conséquence, le gouvernement de Hong-Kong se mit à chercher des solutions pour remplacer cette infrastructure dès la fin des années 1980. Il choisit finalement les îles de Chek Lap Kok et Lam Chau situés au nord de l'île de Lantau, au sud-ouest du territoire parmi plusieurs endroits (on parlait même de l'installer du côté sud de l'île de Hong-Kong). Une énorme quantité de ressources humaines et financières furent mobilisées pour construire le nouvel aéroport international, qui faisait partie des 10 programmes du Airport Core Programme.

### Construction du nouvel aéroport
Sitôt la construction décidée et lancée en 1991, le gouvernement hongkongais, alors encore colonie de la Couronne britannique, mit tout en œuvre pour pouvoir achever le nouvel aéroport avant la rétrocession du territoire à la Chine en 1997. Hong-Kong, zone démocratique et d'économie capitaliste, avait en effet peur d'être marginalisée par la Chine et pensait que son expansion allait être freinée par son futur et puissant propriétaire. Il était donc nécessaire d'inaugurer le nouvel aéroport, pièce maîtresse du développement économique de Hong-Kong, et mettre la Chine devant le fait accompli.
Un chantier titanesque fut donc lancé, avec un objectif de sept ans pour la livraison. Celui-ci était notamment constitué du terrassement (aplanissement) des deux îlots montagneux de Chep Lap Kok et Lam Chau, de leur réunification à l'aide des gravats issus de la destruction des reliefs, du dragage des fonds marins pour stabiliser l'île artificielle ainsi créée (aspiration des boues instables sur 12 mètres d'épaisseur pour avoir la roche nue comme socle), et la construction de l'aéroport lui-même, alors le plus grand espace clos du monde. De même, une autoroute menant directement au centre de Hong-Kong dut être créée (les voies d'accès existantes étant saturées), ainsi qu'une voie ferroviaire à grande vitesse. Ces voies de communication nécessitèrent la création d'un tunnel et d'un double pont.

### Déménagement
Le nouvel aéroport fut officiellement inauguré le 6 juillet 1998. Après le dernier atterrissage à Kai Tak, qui eut lieu à 1 h 28 du matin, tous les véhicules nécessaires au fonctionnement de l'aéroport furent massivement déplacés vers Chek Lap Kok en une nuit, pour y accueillir le premier atterrissage à 6 h 25 du matin. Le nouvel aéroport adopta alors le code IATA de son prédécesseur.

### Démolition

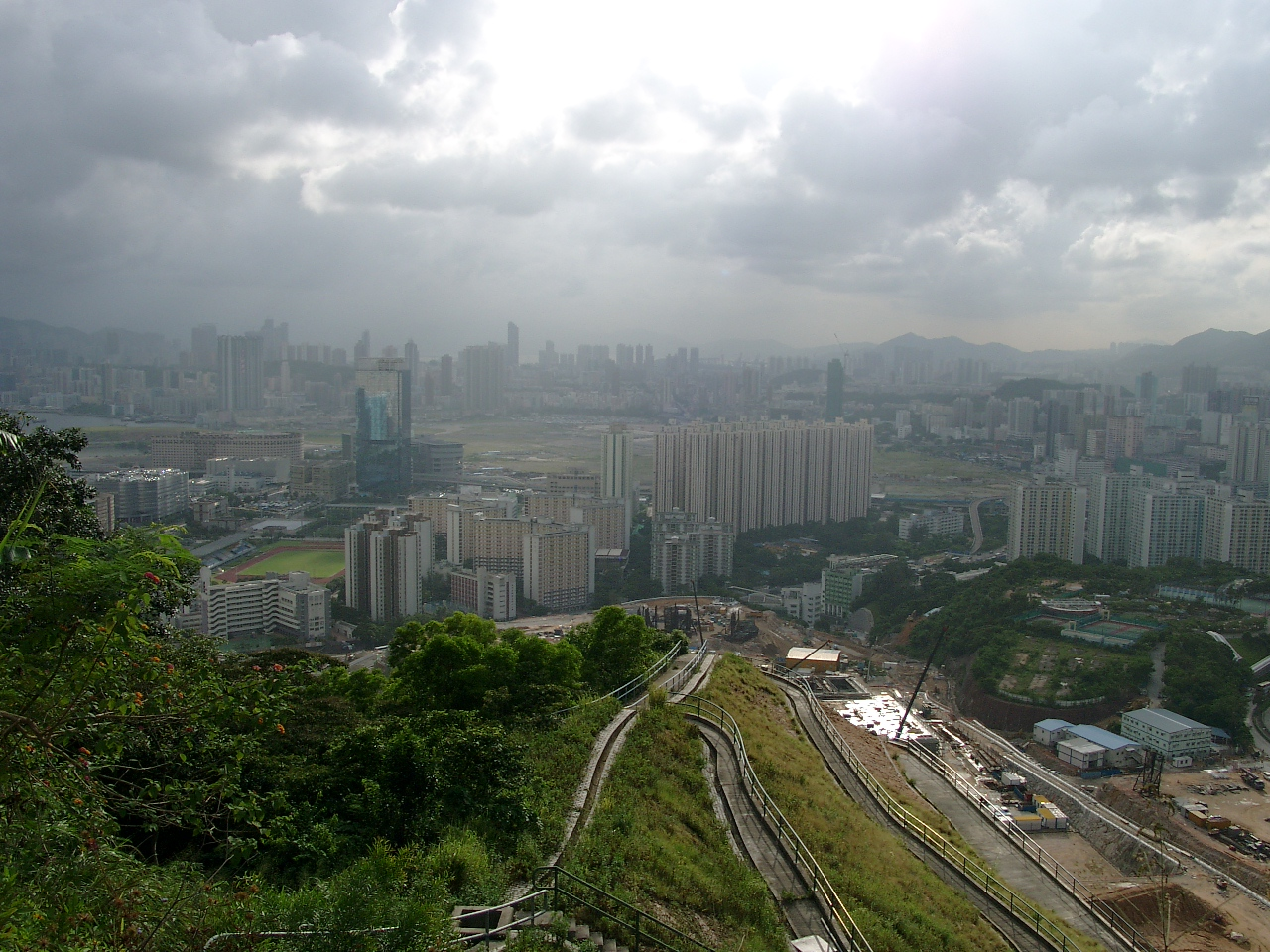
Le chantier de Kai Tak en 2006

Après sa mise hors service, le terminal passagers fut transformé pour accueillir des bureaux gouvernementaux, un parcours de karting, des salles de billard, un terrain de récréation, des pistes de bowling, des salles d'exposition de ventes de voiture et un parcours de golf.
Le terminal fut finalement démantelé entre décembre 2003 et janvier 2004. De nombreux amateurs d'aviation regrettèrent la fermeture définitive de Kai Tak, dont l'approche à l'atterrissage était unique au monde et constituait une sorte d'« attraction ». Quelques nostalgiques avaient même proposé de garder à Kai Tak environ 1 km de piste destiné à l'aviation générale, puisque l'aviation privée est interdite à Chek Lap Kok.
L'extrémité sud de l'ancienne piste d'atterrissage fut, elle, convertie en port destiné aux navires de croisière. Construit par le cabinet d'architectes Norman Foster, le port, qui fut inauguré en juin 2013, coûta 1 milliard de dollars ; il est prévu pour accueillir les plus grands navires du monde.